# Campionati europei under 23 di atletica leggera
I Campionati europei under 23 di atletica leggera (in inglese European Athletics U23 Championships) sono una competizione continentale organizzata dalla European Athletic Association, riservata ad atleti della categoria under 23.
La manifestazione ha cadenza biennale e si svolge negli anni dispari. La prima edizione si è tenuta nel 1997 a Turku, in Finlandia.

## Edizioni

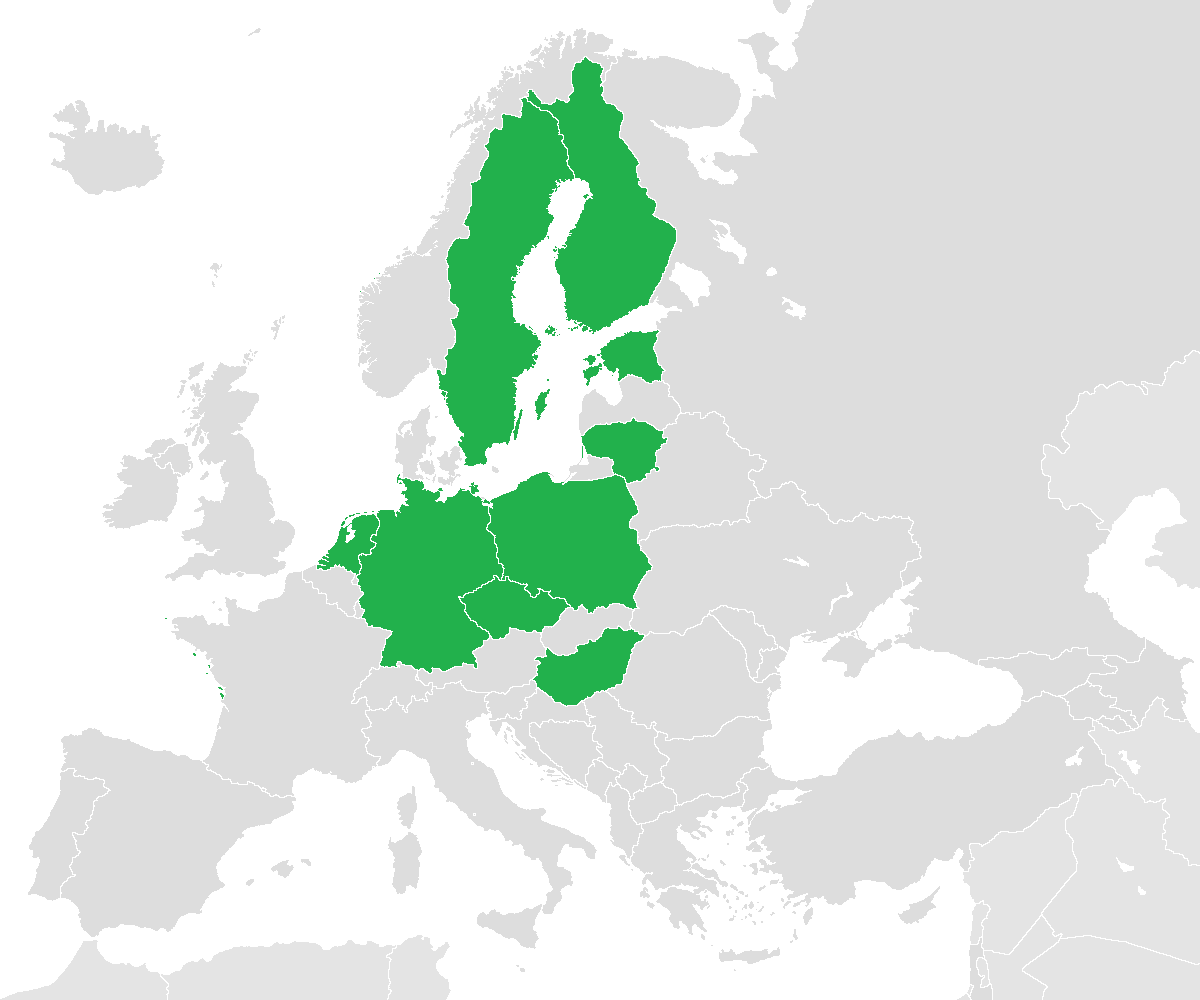
In verde, le nazioni che hanno ospitato almeno un'edizione dei campionati europei under 23 di atletica leggera

| Edizione | Anno | Città     | Nazione     | Data                  | Impianto                       |
| -------- | ---- | --------- | ----------- | --------------------- | ------------------------------ |
| 1        | 1997 | Turku     | Finlandia   | 10 - 13 luglio        | Paavo-Nurmi-Stadion            |
| 2        | 1999 | Göteborg  | Svezia      | 29 luglio - 1º agosto | Ullevi                         |
| 3        | 2001 | Amsterdam | Paesi Bassi | 12 - 15 luglio        | Olympisch Stadion              |
| 4        | 2003 | Bydgoszcz | Polonia     | 17 - 20 luglio        | Stadio Zdzisław Krzyszkowiak   |
| 5        | 2005 | Erfurt    | Germania    | 14 - 17 luglio        | Steigerwaldstadion             |
| 6        | 2007 | Debrecen  | Ungheria    | 12 - 15 luglio        | Gyulai István Athletic Stadium |
| 7        | 2009 | Kaunas    | Lituania    | 16 - 19 luglio        | Stadio Darius & Girenas        |
| 8        | 2011 | Ostrava   | Rep. Ceca   | 14 - 17 luglio        | Městský stadion                |
| 9        | 2013 | Tampere   | Finlandia   | 11 - 14 luglio        | Tampereen stadion              |
| 10       | 2015 | Tallinn   | Estonia     | 9 - 12 luglio         | Kadriorg Stadium               |
| 11       | 2017 | Bydgoszcz | Polonia     | 13 - 16 luglio        | Stadio Zdzisław Krzyszkowiak   |
| 12       | 2019 | Gävle     | Svezia      | 11 - 14 luglio        | Gavlehov Stadium Park          |
| 13       | 2021 | Tallinn   | Estonia     | 8 - 11 luglio         | Kadriorg Stadium               |
| 14       | 2023 | Espoo     | Finlandia   | 13 - 16 luglio        | Leppävaara Stadium             |
| 15       | 2025 | Bergen    | Norvegia    | 17 - 20 luglio        | Fana Stadion                   |
| 16       | 2027 | Bydgoszcz | Polonia     | -                     | Stadio Zdzisław Krzyszkowiak   |

## Record
Statistiche aggiornate a Espoo 2023.

### Maschili
| Evento                 | Prestazione        | Atleta                                                      | Nazionalità   | Data           | Luogo                    | Note |
| ---------------------- | ------------------ | ----------------------------------------------------------- | ------------- | -------------- | ------------------------ | ---- |
| 100 m                  | 10"04 (+1,0 m/s)   | Jeremiah Azu                                                | Gran Bretagna | 13 luglio 2023 | Espoo, Finlandia         |      |
| 200 m                  | 20"33 (+1,6 m/s)   | Ján Volko                                                   | Slovacchia    | 15 luglio 2017 | Bydgoszcz, Polonia       |      |
| 400 m                  | 45"02              | Ricky Petrucciani                                           | Svizzera      | 10 luglio 2021 | Tallinn, Estonia         |      |
| 800 m                  | 1'45"21            | Nils Schumann                                               | Germania      | 1º agosto 1999 | Göteborg, Svezia         |      |
| 1500 m                 | 3'38"94            | Wolfram Müller                                              | Germania      | 14 luglio 2001 | Amsterdam, Paesi Bassi   |      |
| 5000 m                 | 13'20"16           | Ali Kaya                                                    | Turchia       | 11 luglio 2015 | Tallinn, Estonia         |      |
| 10000 m                | 27'53"38           | Ali Kaya                                                    | Turchia       | 9 luglio 2015  | Tallinn, Estonia         |      |
| 110 m hs               | 13"22 (+0,3 m/s)   | Sasha Zhoya                                                 | Francia       | 14 luglio 2023 | Espoo, Finlandia         |      |
| 400 m hs               | 48"37              | Karsten Warholm                                             | Polonia       | 16 luglio 2017 | Bydgoszcz, Polonia       |      |
| 3000 m siepi           | 8'25"86            | Martin Pröll                                                | Austria       | 19 luglio 2003 | Bydgoszcz, Polonia       |      |
| Salto in alto          | 2,36 m             | Aleksander Waleriańczyk                                     | Polonia       | 20 luglio 2003 | Bydgoszcz, Polonia       |      |
| Salto con l'asta       | 5,93 m             | Romain Mesnil                                               | Francia       | 1º agosto 1999 | Göteborg, Svezia         |      |
| Salto in lungo         | 8,37 m (+1,1 m/s)  | Eusebio Cáceres                                             | Spagna        | 12 luglio 2013 | Tampere, Finlandia       |      |
| Salto triplo           | 17,72 m (+1,3 m/s) | Sheryf El-Sheryf                                            | Ucraina       | 17 luglio 2011 | Ostrava, Repubblica Ceca |      |
| Getto del peso         | 21,59 m            | Konrad Bukowiecki                                           | Polonia       | 14 luglio 2017 | Bydgoszcz, Polonia       |      |
| Lancio del disco       | 68,34 m            | Mykolas Alekna                                              | Lituania      | 15 luglio 2023 | Espoo, Finlandia         |      |
| Lancio del martello    | 80,88 m            | Nicolas Figère                                              | Francia       | 15 luglio 2001 | Amsterdam, Paesi Bassi   |      |
| Lancio del giavellotto | 84,97 m            | Cyprian Mrzygłód                                            | Polonia       | 13 luglio 2019 | Gävle, Svezia            |      |
| Decathlon              | 8608 p.            | Markus Rooth                                                | Norvegia      | 16 luglio 2023 | Espoo, Finlandia         |      |
| Marcia 20 km           | 1h19'58"           | Aigars Fadejevs                                             | Lettonia      | 10 luglio 1997 | Turku, Finlandia         |      |
| Staffetta 4×100 m      | 38"70              | Yannick Wolf Luis Brandner Milo Skupin-Alfa Joshua Hartmann | Germania      | 11 luglio 2021 | Tallinn, Estonia         |      |
| Staffetta 4×400 m      | 3'02"13            | Maksim Dyldin Denis Alekseev Artëm Sergeenkov Anton Kokorin | Russia        | 15 luglio 2007 | Debrecen, Ungheria       |      |

### Femminili
| Evento                 | Prestazione        | Atleta                                                            | Nazionalità   | Data           | Luogo                    | Note |
| ---------------------- | ------------------ | ----------------------------------------------------------------- | ------------- | -------------- | ------------------------ | ---- |
| 100 m                  | 11"03 (+1,5 m/s)   | Maria Karastamáti                                                 | Grecia        | 16 luglio 2005 | Erfurt, Germania         |      |
| 200 m                  | 22"57 (+1,7 m/s)   | Hana Benešová                                                     | Rep. Ceca     | 13 luglio 1997 | Turku, Finlandia         |      |
| 400 m                  | 50"72              | Ol'ga Zajceva                                                     | Russia        | 16 luglio 2005 | Erfurt, Germania         |      |
| 800 m                  | 1'58"94            | Yelena Kofanova                                                   | Russia        | 18 luglio 2009 | Kaunas, Lituania         |      |
| 1500 m                 | 4'04"77            | Amela Terzić                                                      | Serbia        | 12 luglio 2015 | Tallinn, Estonia         |      |
| 5000 m                 | 15'01"67           | Yasemin Can                                                       | Turchia       | 16 luglio 2017 | Bydgoszcz, Polonia       |      |
| 10000 m                | 31'39"34           | Alina Reh                                                         | Germania      | 12 luglio 2019 | Gävle, Svezia            |      |
| 100 m hs               | 12"68 (0,0 m/s)    | Ditaji Kambundji                                                  | Svizzera      | 15 luglio 2023 | Espoo, Finlandia         |      |
| 400 m hs               | 54"28              | Emma Zapletalová                                                  | Slovacchia    | 10 luglio 2021 | Tallinn, Estonia         |      |
| 3000 m siepi           | 9'26"98            | Olivia Gürth                                                      | Germania      | 15 luglio 2023 | Espoo, Finlandia         |      |
| Salto in alto          | 2,00 m             | Jaroslava Mahučich                                                | Ucraina       | 10 luglio 2021 | Tallinn, Estonia         |      |
| Salto con l'asta       | 4,70 m             | Angelina Žuk-Krasnova                                             | Russia        | 13 luglio 2013 | Tampere, Finlandia       |      |
| Salto in lungo         | 7,05 m (+1,1 m/s)  | Dar'ja Klišina                                                    | Russia        | 17 luglio 2011 | Ostrava, Repubblica Ceca |      |
| Salto triplo           | 14,70 m (+1,3 m/s) | Cristina Nicolau                                                  | Romania       | 1º agosto 1999 | Göteborg, Svezia         |      |
| Getto del peso         | 19,73 m            | Nadzeja Astapčuk                                                  | Bielorussia   | 12 luglio 2001 | Amsterdam, Paesi Bassi   |      |
| Lancio del disco       | 64,40 m            | Kateryna Karsak                                                   | Ucraina       | 13 luglio 2007 | Debrecen, Ungheria       |      |
| Lancio del martello    | 73,71 m            | Silja Kosonen                                                     | Finlandia     | 14 luglio 2023 | Espoo, Finlandia         |      |
| Lancio del giavellotto | 65,60 m            | Christin Hussong                                                  | Germania      | 11 luglio 2015 | Tallinn, Estonia         |      |
| Eptathlon              | 6396 p.            | Aiga Grabuste                                                     | Lettonia      | 19 luglio 2009 | Kaunas, Lituania         |      |
| Marcia 10 km           | 43'33"             | Ol'ga Panfërova                                                   | Russia        | 10 luglio 1997 | Turku, Finlandia         |      |
| Marcia 20 km           | 1h28'48"           | Tat'jana Šemjakina                                                | Russia        | 14 luglio 2007 | Debrecen, Ungheria       |      |
| Staffetta 4×100 m      | 43"04              | Cassie-Ann Pemberton Amy Hunt Alyson Bell Aleeya Sibbons          | Gran Bretagna | 15 luglio 2023 | Espoo, Finlandia         |      |
| Staffetta 4×400 m      | 3'26"58            | Ol'ga Šulikova Ksenija Zadorina Elena Novikova Ljudmila Litvinova | Russia        | 15 luglio 2007 | Debrecen, Ungheria       |      |

## Medagliere
Statistiche aggiornate a Espoo 2023.
| Posizione | Paese                       | Oro | Argento | Bronzo | Totale |
| --------- | --------------------------- | --- | ------- | ------ | ------ |
| 1         | Russia                      | 81  | 66      | 55     | 202    |
| 2         | Germania                    | 69  | 89      | 74     | 232    |
| 3         | Gran Bretagna               | 65  | 59      | 43     | 167    |
| 4         | Polonia                     | 50  | 40      | 46     | 136    |
| 5         | Francia                     | 48  | 44      | 60     | 152    |
| 6         | Spagna                      | 29  | 32      | 36     | 97     |
| 7         | Italia                      | 27  | 31      | 37     | 95     |
| 8         | Ucraina                     | 24  | 41      | 31     | 96     |
| 9         | Bielorussia                 | 22  | 21      | 20     | 63     |
| 10        | Turchia                     | 19  | 13      | 6      | 38     |
| 11        | Romania                     | 18  | 16      | 14     | 48     |
| 12        | Paesi Bassi                 | 16  | 14      | 18     | 48     |
| 13        | Ungheria                    | 13  | 13      | 14     | 40     |
| 14        | Grecia                      | 13  | 10      | 11     | 34     |
| 15        | Svezia                      | 12  | 14      | 19     | 45     |
| 16        | Norvegia                    | 12  | 6       | 10     | 28     |
| 17        | Finlandia                   | 11  | 18      | 25     | 54     |
| 18        | Rep. Ceca                   | 11  | 18      | 12     | 41     |
| 19        | Svizzera                    | 10  | 7       | 9      | 26     |
| 20        | Lettonia                    | 9   | 4       | 8      | 21     |
| 21        | Belgio                      | 7   | 15      | 9      | 31     |
| 22        | Lituania                    | 6   | 3       | 5      | 14     |
| 23        | Slovenia                    | 5   | 5       | 6      | 16     |
| 24        | Danimarca                   | 4   | 4       | 3      | 11     |
| 25        | Croazia                     | 4   | 2       | 3      | 9      |
| 26        | Slovacchia                  | 4   | 2       | 2      | 8      |
| 27        | Azerbaigian                 | 4   | 1       | 1      | 6      |
| 28        | Bulgaria                    | 3   | 3       | 2      | 8      |
| 29        | Serbia                      | 3   | 2       | 7      | 12     |
| 30        | Atleti Neutrali Autorizzati | 3   | 0       | 2      | 5      |
| 31        | Portogallo                  | 2   | 7       | 6      | 15     |
| 32        | Estonia                     | 2   | 5       | 4      | 11     |
| 33        | Jugoslavia                  | 2   | 2       | 1      | 5      |
| 34        | Austria                     | 2   | 1       | 4      | 7      |
| 35        | Irlanda                     | 1   | 5       | 5      | 11     |
| 36        | Israele                     | 1   | 2       | 0      | 3      |
| 37        | Islanda                     | 1   | 1       | 2      | 4      |
| 38        | Moldavia                    | 1   | 1       | 1      | 3      |
| 39        | Cipro                       | 1   | 0       | 1      | 2      |
| 40        | Lussemburgo                 | 0   | 1       | 0      | 1      |
| 41        | Andorra                     | 0   | 0       | 1      | 1      |
| 41        | Bosnia ed Erzegovina        | 0   | 0       | 1      | 1      |
| 41        | Georgia                     | 0   | 0       | 1      | 1      |
| 41        | Kosovo                      | 0   | 0       | 1      | 1      |
| 41        | Montenegro                  | 0   | 0       | 1      | 1      |
|           | Totale                      | 615 | 618     | 617    | 1850   |